# Ophthalmolampis secura
Ophthalmolampis secura är en insektsart som beskrevs av Marius Descamps 1978. Ophthalmolampis secura ingår i släktet Ophthalmolampis och familjen Romaleidae. Inga underarter finns listade i Catalogue of Life.